# الذنوب (مبين)

تعديل مصدري - تعديل

الذنوب هي إحدى قرى عزلة مبين بمديرية مبين التابعة لمحافظة حجة، بلغ تعداد سكانها 587 نسمة حسب تعداد اليمن لعام 2004.